# Baltimore Metro

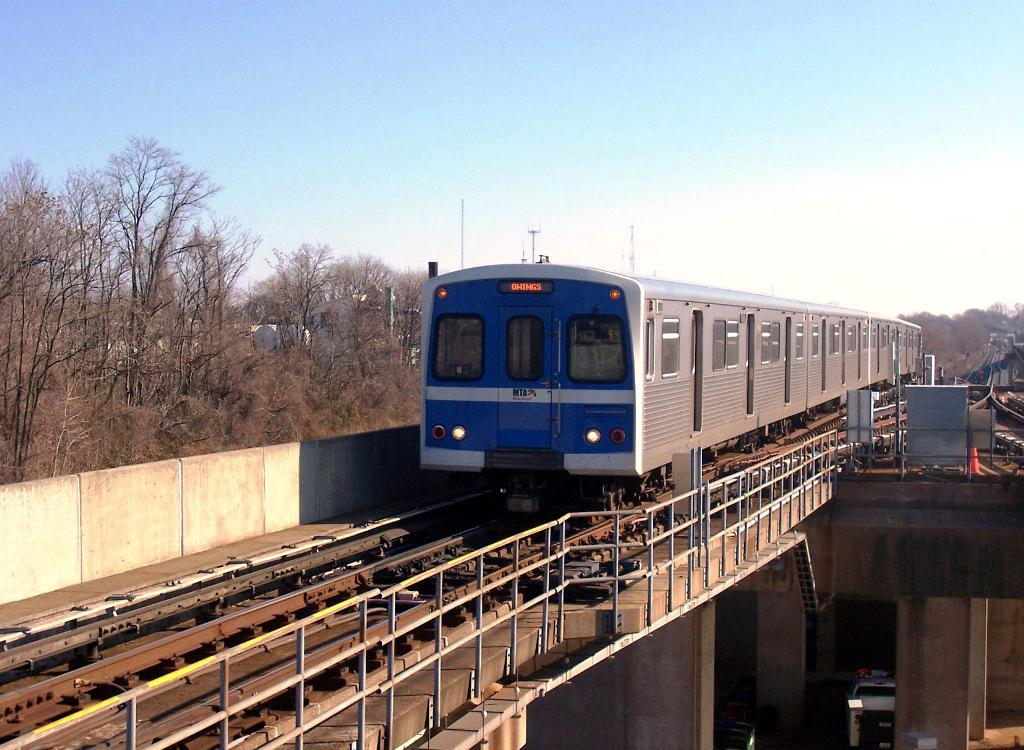
Einfahrt der Metro in die Station Reisterstown

Die Baltimore Metro (auch Metro Subway) ist ein öffentliches Verkehrsmittel der Stadt Baltimore im US-Bundesstaat Maryland, das 1983 nach sechsjähriger Bauzeit in Betrieb genommen wurde. Betrieben wird die Metro von der Maryland Transit Administration.
| Spurweite: | 1435 mm (Normalspur) |  |  |
| |                      |  |  |
| \| \| Johns Hopkins \| \| \| \| \| Shot Tower \| \| \| \| \| Charles Center \| \| \| \| \| Lexington Market \| \| \| \| \| State Center \| \| \| \| \| Abzweig Straßenbahn \| \| \| \| \| Upton \| \| \| \| \| Penn-North \| \| \| \| \| Mondawmin \| \| \| \| \| \| \| \| \| \| West Cold Spring \| \| \| \| \| Rogers Avenue \| \| \| \| \| \| \| \| \| \| Metro Depot \| \| \| \| \| Reisterstown Plaza \| \| \| \| \| Milford Mill \| \| \| \| \| Old Court \| \| \| \| \| Owings Mills \| \| \| |                      |  |  |
| U-Bahn-Kopfbahnhof Streckenanfang (im Tunnel) | Johns Hopkins        |  |  |
| U-Bahn-Bahnhof (im Tunnel) | Shot Tower           |  |  |
| U-Bahn-Bahnhof (im Tunnel) · U-Bahn-Strecke von links (außer Betrieb) | Charles Center       |  |  |
| U-Bahn-Bahnhof (im Tunnel) · U-Bahn-Haltepunkt / Haltestelle (Strecke außer Betrieb) | Lexington Market     |  |  |
| U-Bahn-Bahnhof (im Tunnel) · U-Bahn-Haltepunkt / Haltestelle (Strecke außer Betrieb) | State Center         |  |  |
| U-Bahn-Strecke (im Tunnel) · U-Bahn-Strecke nach links (außer Betrieb) | Abzweig Straßenbahn  |  |  |
| U-Bahn-Bahnhof (im Tunnel) | Upton                |  |  |
| U-Bahn-Bahnhof (im Tunnel) | Penn-North           |  |  |
| U-Bahn-Bahnhof (im Tunnel) | Mondawmin            |  |  |
| U-Bahn-Tunnelende |                      |  |  |
| U-Bahn-Bahnhof | West Cold Spring     |  |  |
| U-Bahn-Bahnhof | Rogers Avenue        |  |  |
| U-Bahn-Abzweig geradeaus und nach links · U-Bahn-Strecke von rechts |                      |  |  |
| U-Bahn-Strecke · U-Bahn-Betriebs-/Güterbahnhof Streckenende | Metro Depot          |  |  |
| U-Bahn-Bahnhof | Reisterstown Plaza   |  |  |
| U-Bahn-Bahnhof | Milford Mill         |  |  |
| U-Bahn-Bahnhof | Old Court            |  |  |
| U-Bahn-Kopfbahnhof Streckenende | Owings Mills         |  |  |

## Geschichte
Nach ersten Plänen für eine Metro in Baltimore im Jahr 1966, die sechs Linien vorsahen, wurde nach dem Rückgang öffentlicher Gelder für Transportprojekte und einer Verteuerung der Baukosten erst 1983 der erste Abschnitt der Metro in Form einer Durchmesserlinie in Betrieb genommen. Anfänglich besaß die U-Bahn nur neun Stationen zwischen Reisterstown Plaza und Charles Center. 1987 wurde die Strecke nach Nordwesten hin um drei Stationen bis Owings Mills und 1994 nach Südosten zum Johns Hopkins Hospital verlängert.

## Strecke

Streckennetz der Baltimore Metro

Das derzeitige Streckennetz besitzt 14 Stationen auf einer Länge von 24,5 Kilometer (15,5 Meilen). Davon verlaufen zehn Kilometer unterirdisch, 3,5 Kilometer aufgeständert und elf Kilometer ebenerdig. Die Fahrzeit zwischen den Endstationen Owings Mills und Johns Hopkins Hospital beträgt etwa eine halbe Stunde.
In der Hauptverkehrszeit fahren die Züge alle acht, im Spätverkehr alle elf Minuten. Am Wochenende verkehren die Züge durchgängig im 15-Minuten-Takt. Die Züge fahren unter der Woche von 5 bis 24 Uhr, am Wochenende von 6 bis 24 Uhr.

## Fahrzeuge
Die Fahrzeuge der Baltimore Metro wurden von der Budd Company gebaut und entsprechen denen der Metro von Miami, die zur gleichen Zeit in Auftrag gegeben wurden.
Ein Wagen ist 22,9 Meter lang, 3,05 Meter breit, 3,35 Meter hoch und wiegt 35 Tonnen. Jedes Fahrzeug verfügt über 76 Sitz- und 90 Stehplätze, Klimaanlage, Bodenheizung und Lautsprecheranlagen, die in Notfällen, da zweiseitig nutzbar, die Kommunikation von Fahrern zu Fahrgästen gewährleisten. Die Zuglänge beträgt zwei, vier oder sechs Wagen, da jeweils zwei Wagen fest verkuppelt sind. Die Höchstgeschwindigkeit liegt bei etwa 113 km/h, die durchschnittliche Reisegeschwindigkeit bei etwa 48 km/h.
Derzeit besitzt die MTA 100 Wagen, von denen 54 zu Spitzenzeiten in Betrieb sind.
Im Juli 2017 hat die Maryland Transit Administration einen Auftrag über 400,5 Millionen US-$ zur Lieferung von Fahrzeugen und Signalanlagen vergeben. Der Lieferant ist das Hitachi Ansaldo Baltimore Rail Partners Joint Venture von Hitachi Rail Italy, die 78 Metro-Wagen liefern werden, und Ansaldo STS’s US Niederlassung, die das bestehende Signalsystem mit CBTC ersetzen wird. Die Stahlwagen werden in der Fabrik von HRI in Miami gebaut werden. Jedes Fahrzeug hat Platz für 196 Fahrgäste, davon 76 Sitze. Die Zwei-Wagen-Einheiten werden in Mehrfach-Traktion verkehren und mit WLAN, einem Fahrgastinformationssystem und einer Fiberglas-Front mit LED-Beleuchtung ausgestattet sein. Die ersten Fahrzeuge sollen 2023 in Dienst gestellt werden.